# 38-й армейский корпус (вермахт)
38-й армейский корпус (нем. XXXVIII. Armeekorps), сформирован 27 января 1940 года.
31 декабря 1944 года переименован в 38-й танковый корпус.

## Боевой путь корпуса
В мае-июне 1940 года — участие в захвате Бельгии и Франции.
С 22 июня 1941 года — участие в германо-советской войне, в составе группы армий «Север». Бои в Прибалтике, затем под Ленинградом.
В 1942 году — бои в районе Волхова.
В 1943 — бои в районе Волхова и озера Ильмень.
В 1944 — отступление в Латвию, бои в Курляндском котле.

## Состав корпуса
В июне 1940:
- 6-я пехотная дивизия
- 27-я пехотная дивизия
- 46-я пехотная дивизия

22 июня 1941:
- 254-я пехотная дивизия
- 58-я пехотная дивизия

В июле 1941:
- 1-я пехотная дивизия
- 58-я пехотная дивизия

В августе 1942:
- 212-я пехотная дивизия
- 250-я пехотная дивизия

В феврале 1943:
- 23-я пехотная дивизия
- 1-я полевая дивизия

В сентябре 1944:
- 83-я пехотная дивизия
- 227-я пехотная дивизия
- 21-я полевая дивизия

## Командиры корпуса
- С 1 февраля 1940 года — генерал-лейтенант Эрих фон Манштейн
- С 15 марта 1941 года — генерал пехоты Фридрих-Вильгельм фон Шаппюи[англ.]
- С 23 апреля 1942 года — генерал пехоты Зигфрид Хенике[англ.]
- С 29 июня 1942 года — генерал артиллерии Курт Херцог